# Personaggi di BioShock
Nel videogioco BioShock compaiono tante figure che il giocatore, vestendo i panni dell'anonimo Jack, avrà modo di conoscere nel corso del gioco. Ognuna di loro riveste una particolare importanza nella trama, ed è fondamentale per capire il distopico mondo di Rapture.

## Jack
Il misterioso personaggio di cui il giocatore veste i panni nel corso della storia. All'inizio del gioco s'ignora la sua identità, è passeggero come un altro di un aereo che l'avrebbe portato in Inghilterra da suo cugino. Successivamente, il velivolo precipita con un rovinoso schianto nell'Oceano Atlantico e Jack risulta l'unico sopravvissuto alla catastrofe. Perlomeno, sarebbe morto anche lui in quelle gelide acque se prima non avesse trovato una costruzione presumibilmente simile ad un faro; una volta entrato al suo interno, si introduce nell'ambiente ostile di Rapture.
Qui scopre in tragiche circostanze la sua vera storia passata: Jack è il figlio illegittimo di Andrew Ryan e di Jasmine Jolene la quale, avendo bisogno di soldi, donò l'embrione a Frank Fontaine, che lo fece crescere per farlo diventare la sua più temibile arma contro Ryan. Con l'aiuto della dottoressa Bridgit Tenenbaum e del collega coreano Yi Suchong, Fontaine progettò la mente del piccolo in modo che questi obbedisse ciecamente ai suoi ordini con la formula per cortesia, ed anche morisse se l'avesse voluto lui (tramite il Codice Giallo). Le camere della vita, in cui il giocatore resuscita una volta morto, furono inventate per prevenire la morte di Ryan e di ogni suo familiare a lui geneticamente legato.
Jack avrà la sua vendetta sconfiggendo Fontaine.
Il suo futuro ci è dato a sapere attraverso i tre finali.

## Andrew Ryan
Andrew Ryan è il fondatore e padrone di Rapture e della Ryan Industries. Di origine russa (nato Andrei Rianofski), assistette all'assassinio della sua famiglia durante la rivoluzione comunista per mano dei bolscevichi. Queste esperienze plasmarono la personale filosofia di vita di Ryan: il mondo è retto da menti di grande potenziale che costruiscono, inventano e producono per il bene dell'umanità cose di cui poi la gente si serve ed abusa, assorbendone la linfa vitale; Ryan maturò la propria concezione chiamando queste persone parassiti; emigrò, poi, in America nel 1919, cercando di dare una svolta alla sua vita. Così accadde: Ryan divenne un ricco uomo d'affari e grato verso il paese che l'aveva ospitato, finché quest'ultimo non fece sganciare le bombe atomiche su Hiroshima e Nagasaki nel 1945; disgustato da tale gesto, decise d'impiegare i propri fondi monetari nella costruzione di una città che sarebbe stata al sicuro dalla morsa dei parassiti e da ogni pericolo esterno, ed in cui gli artisti avrebbero potuto mettere alla prova il loro grande potenziale senza alcun ostacolo alla creatività (governo e religione). Da quest'idea utopica nacque in gran segreto Rapture nel 1946.
Ryan riconosce inizialmente Jack come un semplice intruso a cui dare la caccia ed eliminare: in seguito, si ricrederà parecchio su questa sua considerazione, essendo egli, in realtà, suo figlio, per mano del quale verrà alla fine ucciso. La camera della vita rinvenuta nel suo ufficio era stata precedentemente disattivata da lui stesso, cosicché facesse la stessa fine del suo ideale utopico ormai scomparso.

## Atlas/Frank Fontaine
Atlas è un cittadino di Rapture, città in cui aveva creduto di trovare una vita migliore per sé stesso e la sua famiglia; nonostante dica di credere in Dio, ritiene che l'abbia punito con la catastrofica guerra civile per essersi recato lì. Atlas cerca di trovare una via di fuga, quando scopre insieme ad un suo amico, Johnny, che Jack era sopravvissuto ad un incidente aereo. Egli aiuta il protagonista con consigli utili per il proseguimento dell'avventura, sperando che in cambio Jack salvi la sua famiglia, rapita da dei ricombinanti e nascosta in un sottomarino a Neptune's Bounty.
Atlas è una guida che introduce Jack ed il giocatore nel distopico mondo di Rapture e nell'uso di ADAM e plasmidi. Inizialmente il suo obiettivo sembra essere quello di scappare con la famiglia, ma dopo che quest'ultima viene uccisa da Andrew Ryan vuole semplicemente vendetta, ottenendo il supporto del giocatore nell'uccisione del ricco magnate.
Atlas, in realtà, è lontano da ciò che afferma d'essere: egli è Frank Fontaine (alias Frank Gorland), l'uomo che diede avvio al commercio di ADAM e condusse Rapture alla guerra ed alla distruzione. Nel libro viene approfondita la sua natura di subdolo calcolatore con una mente criminale che per ottenere più potere non si fa scrupoli ad usare e sacrificare chi vuole. Sotto falso nome, si serve di Jack per eliminare Ryan ed essere il padrone della città sommersa. Si rivela essere colui che rapì Jack quando era ancora un neonato, sapendo che era il suo figlio illegittimo. Con l'aiuto della Tenenbaum, Fontaine manipolò la mente di Jack attraverso vari esperimenti, inserendogli diverse programmazioni per poi mandarlo in superficie, monitorato dai suoi sottoposti. Aspettando che Jack raggiungesse la maggiore età, Fontaine lo fece tornare a Rapture a diciannove anni, per usarlo come arma contro Ryan e ottenere finalmente il controllo della città. Si scopre così che l'incidente aereo di Jack fu pianificato per farlo tornare a Rapture e che i ricordi della sua famiglia erano solo falsità impiantate nella sua mente da Fontaine. Il subdolo Atlas/Fontaine è il vero antagonista del gioco, e con lui Jack si scontrerà alla fine. Fontaine però, si sottopone a enormi dosi di ADAM, ottenendo un corpo sovrumano dotato di immensi poteri. Il protagonista, avendo la peggio su Fontaine, verrà aiutato dalle Sorelline, che grazie a Jack che lo distrae, uccideranno il nemico con le loro enormi siringhe.

## Jasmine Jolene
Jasmine Jolene è stata la più famosa ballerina di Rapture, nonché l'amante di Ryan, da cui avrebbe generato suo figlio: Jack. Tuttavia, la Jolene aveva venduto l'embrione a Fontaine per necessità finanziarie, temendo che Ryan scoprisse il fatto. Così avvenne: egli entrò in camera sua con una spranga di ferro, e con essa la uccise.

## Moira e Patrick
A detta di Atlas, Moira è sua moglie e Patrick suo figlio: sono la sua famiglia, che vuole salvare dai ricombinanti di Ryan. Si trova prigioniera a Neptune's Bounty in un sottomarino, ma quest'ultimo viene fatto successivamente esplodere, uccidendo tutti al suo interno.
Una volta scoperto l'intrigo politico di cui Jack è, senza volerlo, partecipe, risulta non solo che Moira e Patrick siano stati solo un'invenzione di Atlas/Fontaine per farlo stare dalla sua parte, ma che lui stesso abbia fatto saltare in aria il sottomarino. A Fort Frolic, si possono trovare vari manifesti che pubblicizzano uno spettacolo teatrale, con protagonisti Moira e Patrick, da cui probabilmente Fontaine trasse ispirazione.

## Brigit Tenenbaum
Brigit Tenenbaum è una scienziata tedesca d'origine ebrea; venne, come molti, spedita ai campi di concentramento dove lei scoprì il suo amore per la scienza; collaborò, quindi, con i nazisti nei loro folli esperimenti a soli sedici anni. In seguito, si avviò a Rapture insieme a molte altre menti illuminate dalla visione utopica di Ryan. La Tenenbaum fu la prima a scoprire l'ADAM e ad incentivarne la produzione per mezzo delle Sorelline, aiutata economicamente dall'allora imprenditore Frank Fontaine e affiancata dal Dr. Suchong, per poi passare, con quest'ultimo, dalla parte di Ryan. Ora, rotti gli accordi finanziari, prova rincrescimento per le sue azioni e prega Jack di non far del male alle bambine. Nonostante aiuti molto Jack nell'ultima parte di gioco, egli avrà la sua benevolenza solo nel caso abbia precedentemente salvato le Sorelline. 
Circa 8 anni dopo gli eventi del primo gioco, contatta il Soggetto Delta, un Big Daddy della Serie Alfa, e gli dà alcune dritte per aiutarlo a trovare Eleanor Lamb, la sua Sorellina, tenuta rinchiusa da sua madre, Sofia Lamb. Subito dopo, però, fugge con alcune Sorelline dopo averlo indirizzato da un alleato, Augustus Sinclair. Riappare nel DLC Minerva's Den dove, dopo aver trovato una cura alla ricombinazione, contatta un altro esemplare della Serie Alfa, il Soggetto Sigma, per potersene andare da Rapture, grazie all'aiuto di Charles Milton Porter, un matematico il cui scopo è quello di ricostruire in superficie il suo computer dotato di intelligenza artificiale, il Pensatore. Dopo che Sigma riesce a stampare i codici del computer (e qui si scopre che Sigma e Porter sono la stessa persona), ritorna finalmente in superficie con le sue ricerche, dove riesce a far ritornare il Big Daddy l'uomo che era un tempo.

## Yi Suchong
Yi Suchong è uno scienziato coreano, le cui attitudini comportamentali si rivelano negli audiodiari ciniche ed opportuniste, ricavando guadagno dalle tragedie in cui si imbatte. Durante il massacro di Nanchino operato dall'esercito giapponese, Suchong riuscì a salvarsi grazie al possesso di oppio; successivamente giunse a Rapture, integrandosi con il modello capitalista della città e, assunto da Fontaine dopo la scoperta dell'ADAM, inventò diversi plasmidi nel corso di vari esperimenti. Insieme alla Tenenbaum, inoltre, instaurò nelle Sorelline una forma di condizionamento mentale che facesse loro venire il bisogno impellente di estrarre l'ADAM dai cadaveri. Prima che Fontaine scomparisse dalla scena di Rapture, Suchong fu da lui impiegato nel monitorare la crescita di Jack, progettandone la mente e poi, assunto da Ryan, fu spinto per l'incolumità delle bambine a creare i Big Daddy, e ad instaurare in questi ultimi un legame di protezione fra loro e le Sorelline, questa volta sotto il comando di Andrew Ryan. In un momento di frustrazione, dovuto al fatto che apparentemente non fosse riuscito a perseguire il suo scopo, Suchong insultò e schiaffeggiò una Sorellina che lo stava infastidendo in presenza del suo Big Daddy, il quale lo uccise con un colpo di trivella alla schiena, impalandolo sul suo tavolo da lavoro.

## Sander Cohen
Sander Cohen è un commediante di Fort Frolic che spera di ritrovare in Jack la sua vena artistica, andata perduta nel corso del tempo. Era uno dei più accaniti sostenitori di Ryan allo scoppio della guerra civile, ma poi i rapporti con lui si ruppero. Ora è un sadico psicopatico, frustrato che nessuno apprezzi le sue opere e lo rifuggano. Nel corso dell'avventura non si dichiarerà quasi mai ostile a Jack, che chiama "piccola falena"; spetterà unicamente al giocatore decidere se ucciderlo o no.

## J.S. Steinman
J.S. Steinman è stato un abitante di Rapture ed il dirigente, nel padiglione medico, del locale ove egli praticava chirurgia plastica ai pazienti. Steinman era un uomo innamorato del suo lavoro a tal punto da diventare ossessionato dell'anatomia umana; con l'avvento dell'ADAM nella medicina, iniziò a dar segni di squilibrio mentale, sentendosi come un Picasso della chirurgia ed avendo continue allucinazioni in cui vedeva Afrodite, che gli insegnò un nuovo tipo di bellezza (la simmetria) e che gli fungeva da guida nelle sue più disparate operazioni chirurgiche, andate a vuoto nella maggior parte dei casi. In uno stato di delirio dovuto all'ennesimo insuccesso, troverà la morte scontrandosi con Jack.

## Julie Langford
Julie Langford è stata la creatrice dell'Arcadia, un'immensa foresta che, con i suoi alberi, fornisce l'ossigeno all'intera città. Intraprendente ed avida di denaro, accettò il fatto che gli ingressi dell'Arcadia fossero a pagamento e che si vendesse ossigeno, facendo buon viso a cattivo gioco.
Stava inventando una formula per rivitalizzare le piante, il cosiddetto Vettore Lazarus, quando Ryan sprigionò nella sua stanza un gas letale che la uccise quasi all'istante.

## Sullivan
Sullivan era un agente che, sulla terraferma, assicurava l'ordine pubblico a Little Italy. Poi divenne il capo della polizia, il braccio armato di Andrew Ryan, occupandosi del lavoro sporco per lui. Egli venne incaricato da Ryan di individuare (ed eliminare) Fontaine ed i suoi uomini, i quali, nonostante fossero sottoposti a barbare torture, temevano più il secondo che il primo, preferendo la morte immediata; si credette che, durante una sparatoria a Neptune's Bounty nel 1958, avesse ucciso Fontaine. Dopodiché, gli venne dato l'ordine di far fuori Anna Culpepper, un'artista e rivale di Sander Cohen, la quale aveva attaccato verbalmente pure Ryan. Più tardi, quando quest'ultimo introdusse la pena di morte a Rapture per impiccagione, anche Sullivan si ribellò. Di lui si hanno solo testimonianze dei diari lasciati nella città ma, trovandosene uno su un cadavere senza nome, risulta che egli morì a Neptune's Bounty.

## Peach Wilkins
Peach Wilkins venne a Rapture, come molti, in cerca di una vita migliore, ma si accorse che erano solo Andrew Ryan e le persone più facoltose a godere dei piaceri che la città aveva da offrire, mentre i miserabili come lui erano ridotti a "mangiare budella di pesce". Così entrò a far parte della banda di contrabbandieri di Frank Fontaine, poiché quest'ultimo prometteva "qualcosa di meglio". Tuttavia, quando Ryan introdusse la pena di morte a Rapture per i contrabbandieri, cercò un modo per uscirne (soprattutto perché Fontaine si prendeva l'80% della parte sua e dei suoi compagni ed uccideva chiunque pensasse di andare dai poliziotti a confessare). La soluzione arrivò quando fece un accordo con Sullivan: se gli avesse consegnato Fontaine, se ne sarebbe andato da Rapture. Dopo l'apparente morte del criminale, Wilkins si rinchiuse nelle Fontaine Fisheries, dove cominciò a sviluppare l'ossessione che Fontaine fosse ancora vivo (cosa effettivamente vera) e che chiunque potesse essere un suo inviato venuto per ucciderlo. Quando Jack arrivò all'ingresso delle Fisheries, dopo aver completato la missione affidatagli da Wilkins, quest'ultimo, convinto che fosse al soldo di Fontaine, tentò di ucciderlo dopo avergli fatto deporre le armi con l'inganno, ma rimase ucciso egli stesso.

## Bill McDonagh
Bill McDonagh è stato il migliore amico e impresario di Ryan ed un uomo che, credendo negli ideali utopici di Rapture, prestò fedele servizio al suo governo. McDonagh era di una politica molto più realista di Ryan e risultò contrariato del fatto che questi avesse acquisito la Fontaine Futuristics, nonostante lui gli avesse consigliato molte volte di non toccare minimamente gli interessi economici della fabbrica, una volta fatto fuori il fondatore e precedente proprietario. Dimessosi dal consiglio con una lettera di protesta, per evitare che la situazione a Rapture degenerasse ulteriormente in una guerra civile (evento che poi accadde), cercò di assassinare il magnate; non riuscendo, però, ad uccidere colui che aveva creduto in lui assumendolo in qualità di ingegnere edile quando ancora era un semplice idraulico, Bill tenterà di fuggire da Rapture con la moglie Elaine e la figlia Sophie. Verrà però catturato da Karlosky, Cavendish e Redgrave, le guardie di Ryan, per poi essere freddato con un colpo alla nuca ed impalato nella stanza dei trofei umani del magnate. La famiglia di Bill verrà, però, lasciata libera di fuggire e tornerà ad abitare a New York.

## Diane McClintock
Diane McClintock è stata l'amante di Ryan, prima che questi diventasse un megalomane nella lotta contro Fontaine e perdesse il controllo totale della città. Venne sfigurata durante l'assalto degli uomini di Atlas nel capodanno del 1958 e, richiesto l'intervento di Steinman, fu una delle prime vittime del dottore, che stava iniziando a dare eccessi di follia. Rotto ogni legame con Ryan, durante la guerra civile si alleò con Frank Fontaine. Proprio da quest'ultimo venne barbaramente assassinata, perché era venuta a fargli visita proprio mentre egli progettava di nascosto la conquista di Rapture esponendo il piano nell'audiodiario.

## Pablo Navarro
Pablo Navarro è un impiegato nel reparto "Perdite caloriche" gestito da Kyburz. È un tipo opportunista, che coglie la palla al balzo non appena se ne presenta l'occasione, infischiandosene di qualunque conseguenza. Egli ha estorto a Kyburz, sotto gli effetti dell'ubriachezza, il codice di accesso al suo ufficio; si rinviene ad Hephaestus il suo cadavere, vicino ad un audiodiario lasciato da lui.

## Kyburz
Kyburz è un ingegnere ed il supervisore del reparto "Laboratori" ad Hephaestus. Progetta, come molti, di assassinare Ryan costruendo una bomba adatta a violare la porta che conduce al suo ufficio; viene scoperto ed ucciso, in quanto il suo lavoro risulterà incompiuto.

## Sam e Mariska Lutz
Originari dell'Europa Orientale, Mariska Lutz e suo marito Sam sono stati dei semplici cittadini di Rapture appartenenti alla classe lavoratrice. La loro figlia Masha fu portata via dagli uomini di Ryan, asserendo che sarebbe stata indispensabile alla salvezza della città: come poi scoprirono con orrore, Masha era diventata una Sorellina, scortata da un Big Daddy ed ormai incapace persino di riconoscere i suoi genitori. La coppia decise poi di suicidarsi per overdose di barbiturici.

## Anya Andersotter
Anya Andersotter è un'impiegata nella fabbricazione di scarpe da donna. Sua figlia subisce la stessa sorte di Masha: diventa una Sorellina.
Da quel momento, si ribella al governo e tenta di assassinare Ryan, cercando un modo per violare la porta a circuito elettromagnetico e fare irruzione nel suo ufficio. Cerca, quindi, d'ottenere più informazioni sulle difese di Ryan e, per tale fine, s'ingrazia vari membri del governo e lavoratori andandoci a letto: fra questi vi è Pablo Navarro il quale, conoscendo il numero di accesso della porta di Kyburz, la invita a dare un'occhiata in quel posto. Lo stesso Kyburz si era segretamente ribellato a Ryan e progettava di costruire una bomba per surriscaldare il nucleo di Rapture, ma riconosce la donna come una spia e la denuncia; Andersotter viene quindi portata via dai ricombinanti di Ryan e, etichettata come una cospiratrice, viene impalata nella sua stanza dei trofei ad Hephaestus.

## Johnny
Un amico di Atlas. Per volere suo, raggiunge la batisfera per scoprire chi sia il "nuovo arrivato" (Jack), ma viene sfortunatamente sorpreso da un esemplare femmina di ricombinante ragno; Johnny tenta, disperato, di ottenere salvezza supplicandole pietà e dandole anche la sua pistola, ma è tutto inutile: l'essere lo sventra selvaggiamente e fa cadere il morto nello stesso tunnel sottomarino da cui è sbucato Jack.